# Prospettiva Goethe
La Prospettiva Goethe (in ceco Goethova vyhlídka) si trova a Karlovy Vary, una città del Distretto di Karlovy Vary nella Regione omonima, Repubblica Ceca. Viene considerata un capriccio architettonico e la sua costruzione risale alla fine del XIX secolo.

## Storia

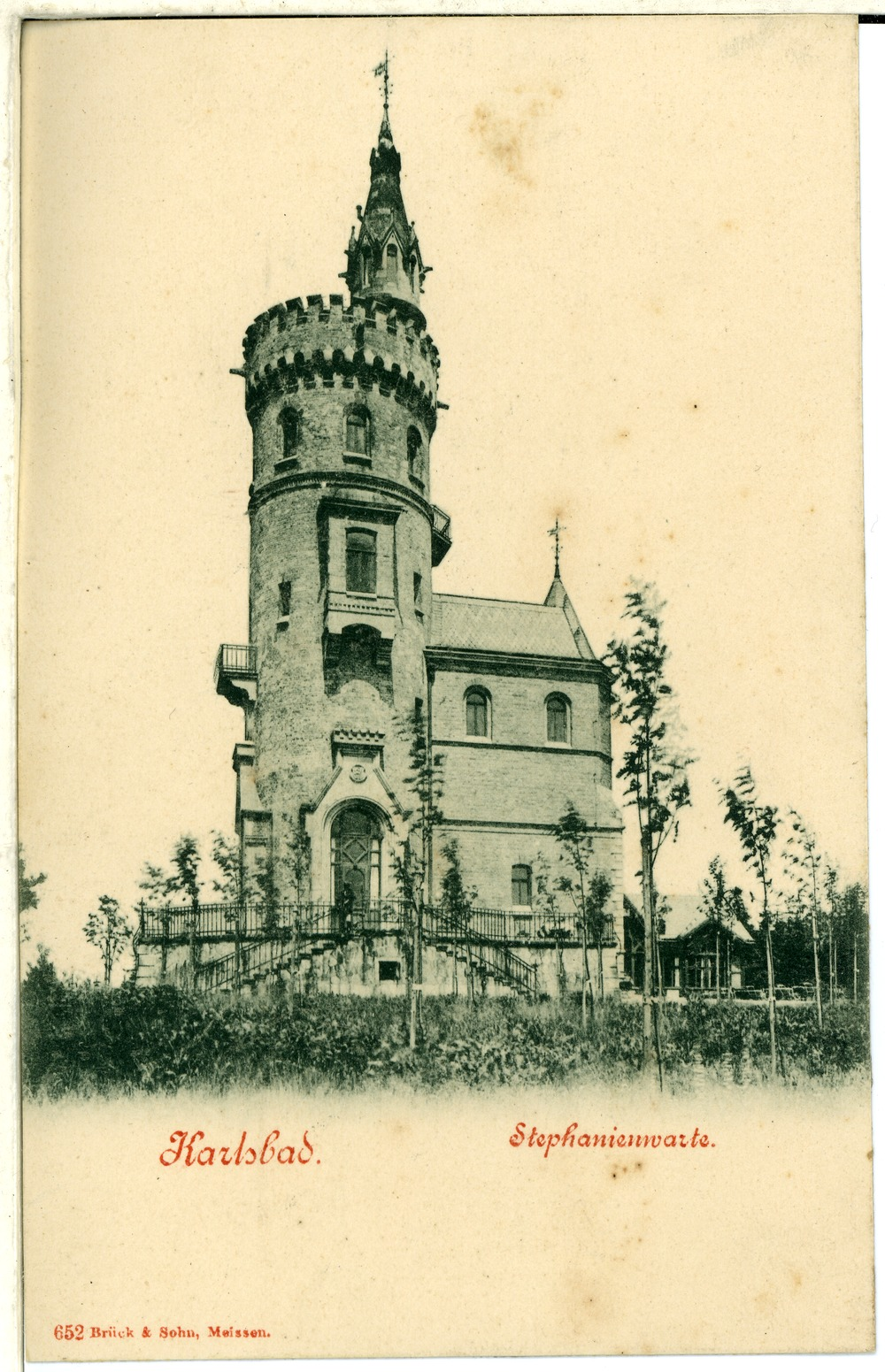
La Prospettiva Goethe in un'immagine della fine del XIX secolo

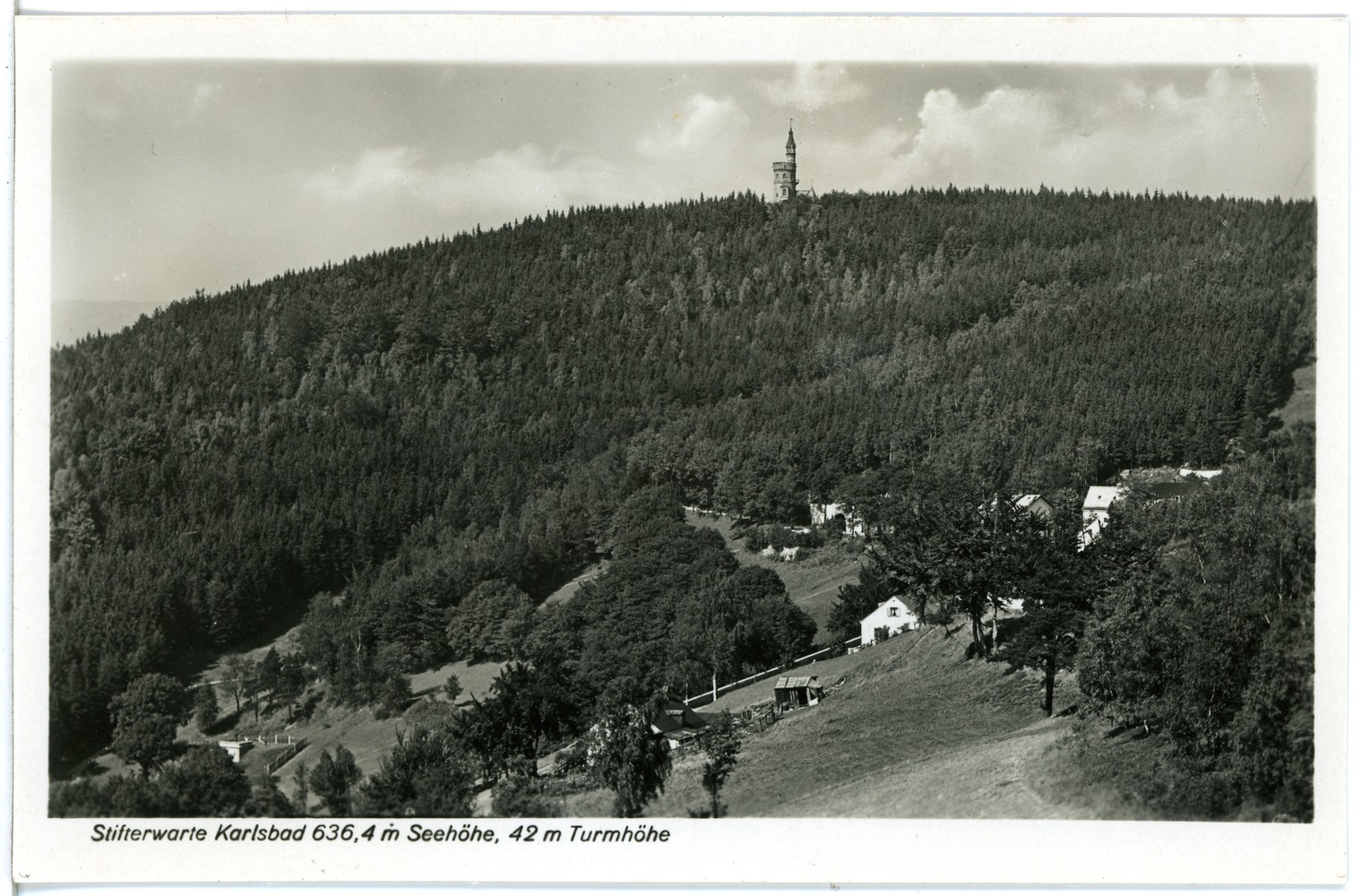
La Prospettiva Goethe all'inizio degli anni trenta

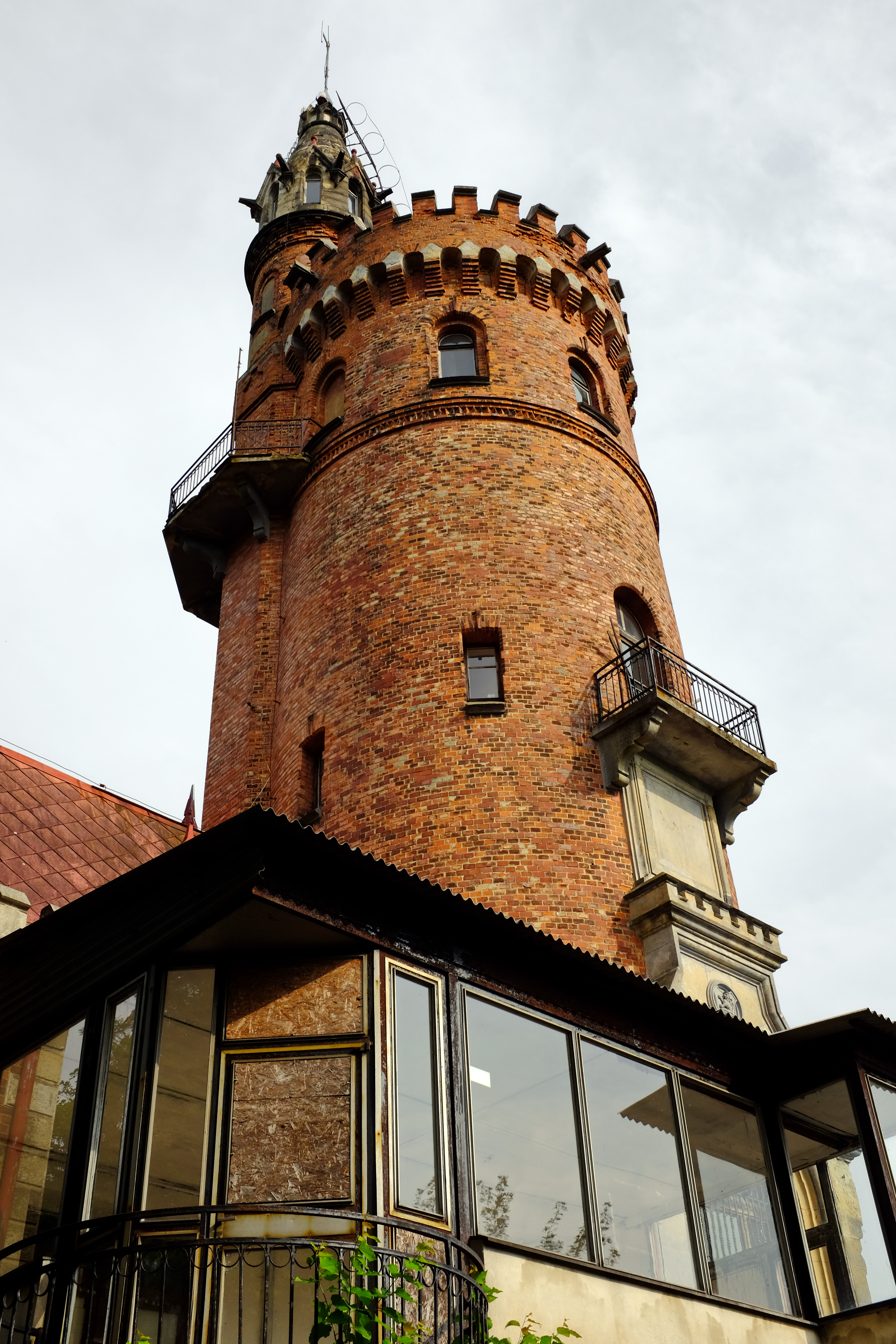
Particolare recente

La torre di osservazione fu costruita tra il 1888 e il 1889 dopo che l'arciduchessa Stefania del Belgio, durante la sua passeggiata sulla collina, si espresse a favore dell'erezione di una torre sul sito perché considerato adatto per lo scopo. Eduard Knoll, allora sindaco della cittadina colse l'occasione per dar seguito all'idea, che era già stata espressa in precedenza dal poeta tedesco Johann Wolfgang von Goethe. Dopo i necessari lavori di progettazione, affidati agli architetti Ferdinand Fellner e Hermann Helmer, e alla chiusura del cantiere, la cerimonia di apertura dell'edificio, allora chiamato Belvedere della Principessa Stefania, ebbe luogo il 21 luglio 1889. Il luogo divenne subito una meta per le gite degli ospiti delle vicine terme ma il percorso era piuttosto piuttosto lungo e in salita motivo per cui si cominciò a pensare alla costruzione di una funivia che collegasse l'altura con il centro delle terme. I lavori preparatori iniziarono ma furono interrotti dallo scoppio della prima guerra mondiale. Nel corso del 2018 l'edificio è stato oggetto di un importante lavoro di restauro conservativo e in seguito riaperto al pubblico.

### Origini del nome
La torre originariamente si chiamava Kronprinzessin-Stephanie-Warte o Belvedere della Principessa Stefania. Dopo la prima guerra mondiale, in onore dello scrittore Adalbert Stifter, la torre fu ribattezzata Stifter-Warte. Subito dopo la fine della seconda guerra mondiale venne chiamata Stalinova rozhledna (o Torre di Stalin). Nel corso della destalinizzazione anche questo nome fu abbandonato e nel 1957 fu scelto il nome recente dedicando l'edificio a Johann Wolfgang von Goethe, che soggiornò più volte nella stazione termale di Karlsbad per curarsi.

## Descrizione
La Prospettiva Goethe sorge in posizione elevata a est del centro abitato di Karlovy Vary nel Distretto di Karlovy Vary, Repubblica Ceca. L'edificio si presenta in stile neogotico con l'uso di muratura traforata a vista. Al corpo cilindrico con bovindo su rocce sopra l'ingresso principale con portico merlato si affiancano una torre alta e snella e due edifici prismati rettangolari con angoli rinforzati. La struttura comprende una torre di osservazione e un locale di ristorazione ed è caratterizzato da elementi di stile romantico e neogotico. Il punto sul quale si trova è a 639 metri sul livello del mare. Alla fine degli anni sessanta qui furono apportate ampie modifiche edilizie che sostanzialmente non alterarono l'architettura originaria.

### Monumento culturale della Repubblica Ceca
La tutela dei monumenti della Repubblica Ceca considera la Prospettiva Goethe un monumento culturale tutelato col numero di catalogo 1000125882. L'edificio è sulla lista degli immobili invendibili della città di Karlovy Vary e, secondo una stima del 1995, allora valeva 5,5 milioni di corone.